# المصريون (كتاب)
المصريون واحد من أهم كتب الأديب المصري قاسم أمين، اصدر سنة 1892 بالفرنسية ردا على كتاب الدوق داركور مصر والمصريون. حاول من خلاله كاتبه قاسم امين تفنيد اراء داركور واتهامه للمسلمين عموما والمصريين خصوصا.
وتدور اتهاماته حول زيارته لدولة مصر، فرد عليه من خلال كتاب المصريون بجملة من الافكار والملاحظة التي تبرر حينا تصرفات المصريين، وفي حين اخر ينتقد بعض الظواهر التي توجد وأهم الافكار لتجاوزها.
يظل كتاب المصريون واحدا من بين الكتب المرجعية في التاريخ التي تناولت موضوع أسس فلسفة عصر الانوار بمظور المفكرين العرب.